# Filiolus lopatini
Filiolus lopatini är en tvåvingeart som beskrevs av Pavel Lehr 1967. Filiolus lopatini ingår i släktet Filiolus och familjen rovflugor. Inga underarter finns listade i Catalogue of Life.